# Sisters Village
Sisters Village es una villa de Trinidad y Tobago, que forma parte de la región de Princes Town.

## Geografía
La villa abarca parte de la isla Trinidad y limita al norte con Piparo y Brothers Road (esta última localidad perteneciente a la región de Couva-Tabaquite-Talparo), al sur y estecon New Grant y al oeste con Hard Bargain, Dyers Village, Brothers Settlement y St. Julien.

## Demografía
Datos demográficos de la villa de Sisters Village:
| Gráfica de evolución demográfica de Sisters Village entre 2000 y 2011 |
|                                                                       |